# Reformas de Pombal

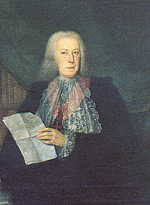
Marqués de Pombal

Las Reformas de Pombal son una serie de cambios introducidos por el Imperio Portugués con el fin de resolver los desequilibrios financieros que se vivían en las colonias portuguesas, tales como Brasil.

## Situación entre Portugal y sus Colonias
A mediados del siglo XVIII, las monarquías de la península ibérica compartían los mismos objetivos. España y Portugal querían reforzar el poder estatal y expandirse comercialmente, tanto en sus territorios como en sus respectivas colonias de ultramar. En España, Carlos III encarnó el principal intento de reforma. En Portugal, el reformador fue Sebastião de Carvalho e Melo, marqués de Pombal, quien en el año 1750 fue nombrado por el rey José I secretario de Estado para Asuntos Exteriores.
Luego, por su excelente labor, el marqués de Pombal fue ascendido a ministro principal de la Corte. A partir de este nombramiento, se inició una serie de reformas en el imperio portugués, conocidas como reformas pombalinas o de Pombal. Éstas intentaban resolver los recurrentes desequilibrios financieros y comerciales producidos por el incremento de las demandas de las colonias. Para ello, se reforzó el comercio con América, pero también se les otorgó mayor autonomía productiva a las regiones del Brasil, para que no dependiesen exclusivamente de los productos provenientes de Europa. Además, se impusieron controles a los precios y se disminuyeron los costos del transporte de las principales exportaciones americanas. Esto ayudó a la economía colonial brasileña, porque, por ejemplo, abarató los precios del azúcar, que competía en los mercados del Atlántico con la proveniente de las Antillas.[cita requerida]
Para mejorar las relaciones comerciales con sus colonias, el Estado creó tres compañías navieras que intercambiaban productos entre los puertos de Belém, Pernambuco y San Luís (en el Estado de Maranhão) y los centros manufactureros de Europa. Las políticas fiscales pudieron reformularse porque existía una base de riqueza, que había aumentado cuando liberalizó el comercio y se comenzó a estimular la producción de bienes exportables. La centralización política y administrativa de las reformas permitió a la Corona ejercer más presión impositiva sobre el comercio brasileño, lo cual aumentó la recaudación fiscal de la monarquía portuguesa.

## Las consecuencias de las reformas
Como consecuencia de las reformas pombalinas, se abolió la esclavitud en Portugal y, en cambio, se reforzó en el Brasil; se fomentaron la agricultura y el comercio. Aunque las medidas implementadas por España y Portugal respondían a las ideas mercantilistas y estaban influidas por la Ilustración, el contexto económico era particular en cada imperio.
En el caso brasileño, el comercio con Europa era dirigido por el monarca mediante un régimen monopólico. Luego de las reformas, continuó otorgándose regularmente, en concesión o en arrendamiento, a compañías de comercio privadas. Era habitual que el soberano entregara la administración del comercio colonial a contratadores, que firmaban una licencia, en la que se estipulaban los derechos y las obligaciones de cada una de las partes. A cambio de la concesión, los contratadores entregaban un porcentaje de sus ganancias a la Corona portuguesa.
El comercio ultramarino portugués, realizado por esas compañías de contratadores, se caracterizaba por la triangulación. Desde Brasil se transportaba azúcar a los puertos europeos y allí los barcos se cargaban con productos manufacturados. Luego, las naves partían hacia África, donde se abastecían de mano de obra esclava y, finalmente, retornaban con las mercaderías al Brasil. Este sistema de triangulación comercial se mantuvo durante todo el siglo XVIII.